# Edward Brooke (szermierz)
Edward Hugh Brooke (ur. 31 grudnia 1916 w Didsbury, zm. 1 listopada 2002 w Calgary) – kanadyjski szermierz. Reprezentant kraju podczas Letnich Igrzysk Olimpijskich 1952 w Helsinkach. Na igrzyskach wziął udział w turniejach indywidualnych florecistów i szpadzistów, w obu odpadł w pierwszej rundzie.